# Mesochorus gladiator
Mesochorus gladiator là một loài tò vò trong họ Ichneumonidae.